# Ťiao Liou-jang
Ťiao Liou-jang (čínsky pchin-jinem Jiāo Liúyáng, znaky 焦刘洋; * 6. srpna 1991, Charbin, Čína) je čínská plavkyně. Na Letních olympijských hrách v Londýně získala zlatou medaili v závodě na 200 metrů motýlek. O čtyři roky dříve na olympiádě v Pekingu získala ve stejné disciplíně stříbro.